# 田州镇
田州镇，是中华人民共和国广西壮族自治区百色市田阳区下辖的一个乡镇级行政单位。

## 行政区划
田州镇下辖以下地区：
中山社区、兴华社区、常安社区、河东社区、隆平村、凤马村、龙河村、平坡村、那塘村、三雷村、东江村、东旺村、兴城村和定律村。